# Elize du Toit
Elize du Toit, née le 5 septembre 1981 à Grahamstown en Afrique du Sud, est une actrice sud-africaine.

## Biographie
Elize du Toit est née le 5 septembre 1981 à Grahamstown, Afrique du Sud.

### Vie privée
Elle est mariée à Rafe Spall depuis 2010. Ils ont trois enfants. Lena Spall, née en 2011, Rex Spall, né en 2012 et un autre fils, né en 2015.

## Filmographie

### Cinéma

#### Longs métrages
- 2006 : Flirting with Flamenco de Jim Doyle : Karen
- 2007 : The Devil's Chair d'Adam Mason : Rachel Fowles
- 2008 : In Your Dreams de Gary Sinyor : Olivia
- 2009 : Homeland de Christopher C. Young : Sylvie
- 2012 : Skyfall de Sam Mendes : Vanessa, l'assistante de M

#### Courts métrages
- 2009 : Infidel de George Milton : Stella
- 2010 : Smile de Cristian Solimeno : Marianne

### Télévision

#### Séries télévisées
- 2002 - 2003 : Hollyoaks : Izzy Cornwell
- 2006 : Inspecteurs associés (Dalziel and Pascoe) : Abigail Stewart
- 2006 : The Line of Beauty : Sophie Tipper
- 2007 : Doctor Who : La femme sinistre
- 2008 : The Bill : Claire Webster
- 2008 : Casualty : Nicola Westland
- 2009 : Waterloo Road : Heather
- 2010 : M.I. High : Sidney Barbour
- 2010 : Material Girl : Katy Travis
- 2011 : Meurtres en sommeil (Waking the Dead) : Bonnie Yorke jeune
- 2011 : Inspecteur Lewis (Lewis) : Andrea De Ritter
- 2011 : Coronation Street : Jenny

#### Téléfilm
- 2009 : Le pentacle maudit (Ghost Town) de Todor Chapkanov : Rachel